# Batalla de Buena Vista
La batalla de La Angostura o de Buena Vista fue un enfrentamiento militar entre Estados Unidos y México durante la Guerra de Intervención Estadounidense entre el 22 y el 23 de febrero de 1847 en un lugar llamado Puerto de la Angostura cercano a la ciudad de Saltillo, en el estado de Coahuila.
Se considera el resultado de ella como un empate táctico, con una retirada del ejército mexicano y la disolución del ejército de Zachary Taylor; esto último para nutrir las fuerzas del General Winfield Scott quien conduciría la segunda oleada de la invasión.

## Reorganización del ejército mexicano en San Luis Potosí

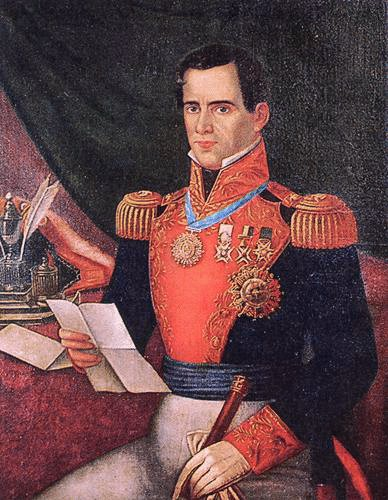
Antonio López de Santa Anna

El Ejército del Norte, que capituló en Monterrey a las órdenes del general Pedro Ampudia, se dirigió primero hacia la ciudad de Saltillo, por brigadas escalonadas, emprendiendo luego la marcha hacia San Luis Potosí, a donde llegó el 17 de octubre de 1846. En esta ciudad se estaban reuniendo las fuerzas de la República desde principios de mes bajo el mando del generalísimo Antonio López de Santa Anna, que había salido de la Ciudad de México con 5000 hombres; pretendiendo así reorganizar al ejército en San Luis y salir, a la brevedad posible, a batir al invasor yanqui en el norte. A mediados de noviembre se incorporaron 2000 hombres de Guadalajara, compuestos estos de tropa permanente y de un cuerpo de la Guardia Nacional. También llegó del Bajío el general Gabriel Valencia con las fuerzas auxiliares de Guanajuato.
Santa Anna se dedicó a la reorganización, entrenamiento y aprovisionamiento del ejército, que estaba en bastante mal estado, y se emprendieron trabajos de fortificación en los pueblos de Santiago y Tlaxcala, ante las noticias de que Zachary Taylor se había movido de Saltillo con su cuerpo de ejército e intentaba avanzar hacia el interior de la República, intentando marchar primero a Zacatecas y después a San Luis Potosí.
El nuevo Ejército del Norte, tal como apunta Roa Bárcena, se componía de 19 650 elementos, contando 13 272 de infantería, 5860 de caballería y 518 de artillería, además de 40 piezas de artillería de diversos calibres. El presupuesto mensual de gastos ascendía a 348 789 pesos. En un principio Santa Anna solventó los gastos del ejército con fondos personales, allegados principalmente por la obtención de setenta barras de plata a cambio de la hipoteca de sus propiedades. La escasez de armas para la tropa era muy evidente por no haber ya disponibles por la región donde se hallaba el ejército. Mientras se disponía la fortificación de San Luis como base del Ejército del Norte, los invasores se daban a la tarea de establecer sus propias posiciones defensivas y sujetar el terreno que ocupaban.

Por otra parte, sin la eficaz cooperación de los Estados nada podía hacerse, y el ejército se habría reducido á una fuerza cada día más corta, si el contingente de sangre no se hubiera cubierto en lo absoluto. Mas no todos los Estados correspondieron á las lisonjeras esperanzas que se abrigaban de que su empeño salvaría todos los inconvenientes, y la justicia exige que mencionemos aquellos á quienes se debió la formación del respetable ejército que combatió en la Angostura. Jalisco, Guanajuato, Michoacán, Querétaro, Aguascalientes, el Distrito Federal y el mismo San Luis Potosí, fueron los únicos que durante los meses de noviembre, diciembre y enero, estuvieron proporcionando su respectivo contingente de sangre. A los demás, nada se les debió; á unos por la imposibilidad en que estaban de prestar auxilios por tener que rechazar la invasión de su mismo seno, y a otros por causas que se ignoran, pero que de ninguna manera pueden suponerse leales y patrióticas. La desnudez del ejército y su falta de instrucción exigían que se le atendiese de preferencia, que el general en gefe se dedicase á ello exclusivamente, lo que nunca se consiguió del todo, pues la atención de Santa-Anna estaba dividida entre sus obligaciones en San Luis y su ambición, que le hacia no perder de vista un momento la lucha de los partidos en la capital.

 Santa Ana se dedicó a la reorganización del ejército mexicano en San Luis Potosí siempre utilizó el dinero estadounidense durante la intervención estadounidense pero obligó a los potosinos que engrosara el ejército comprar armas utilizando su dinero o trabajo pero al final, perdió la guerra.

## Situación del ejército estadounidense en el norte

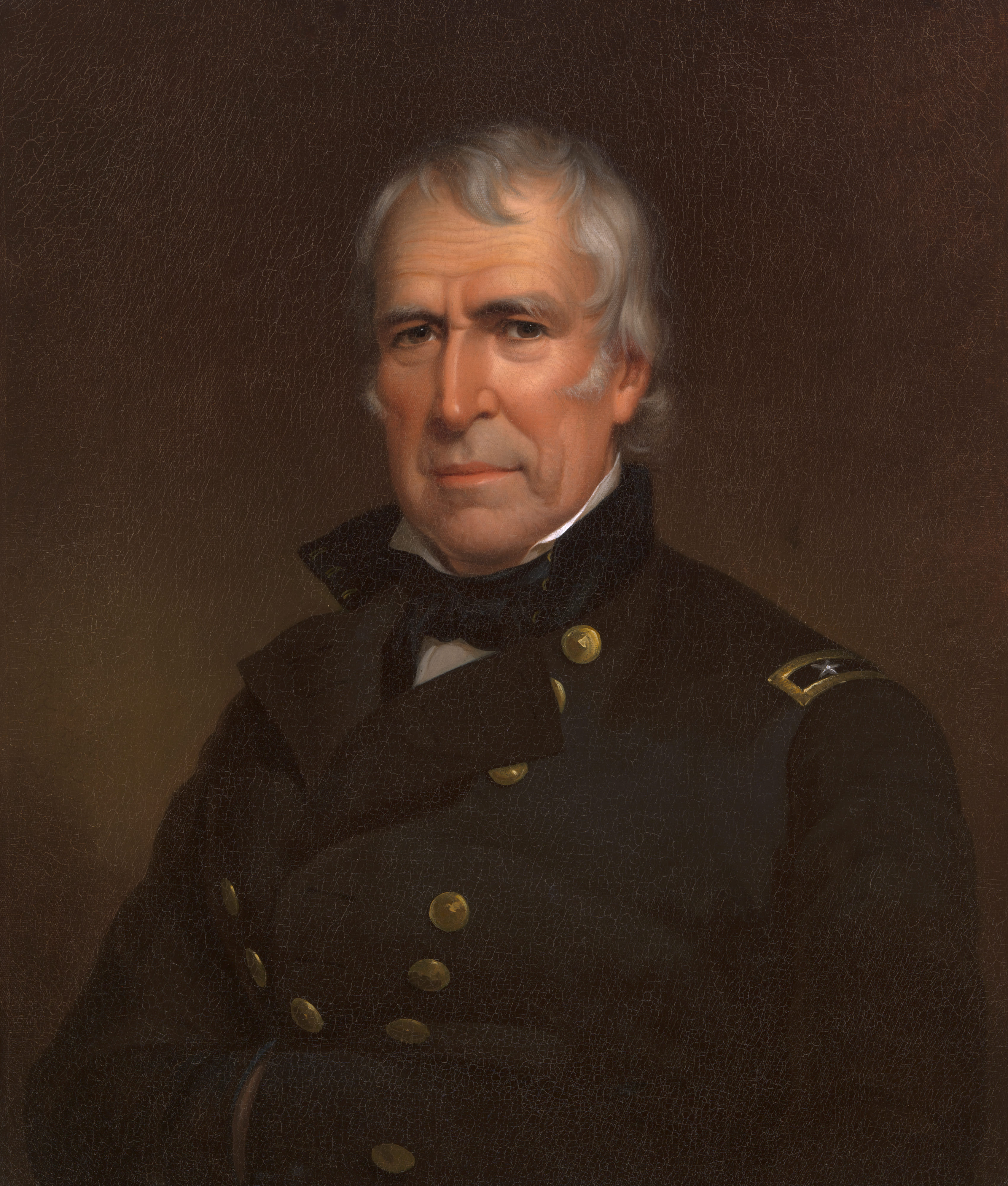
Zachary Taylor

El general Taylor había recibido órdenes superiores de no moverse de Monterrey, pues la mayoría de sus tropas se habían agregado a las fuerzas del general Scott que iban a desembarcar en Veracruz. Interpretando que se trataba de una maniobra política del presidente James K. Polk para privarle de protagonismo político (Taylor se presentaría por los whigs y ganaría las elecciones presidenciales en 1848), decidió hacer caso omiso de las órdenes de permanecer en Monterrey, y marchó al interior de México, apoderándose de Saltillo.
Taylor también desvió la División del Centro, al mando de John E. Wool, de su expedición en Chihuahua para reunirse con él en Saltillo. Con la división de Wool, según sus fuentes, la fuerza total de los estadounidenses alcanzó alrededor de 6600 soldados.
La entrada del general Wool a Saltillo tal vez fue motivo de uno de los primeros documentos fotográficos de una guerra en la historia de la humanidad que se hayan conservado hasta la actualidad. Estas fotografías fueron tomadas por un autor anónimo por medio de un aparato fotográfico construido por Louis Daguerre en 1839 (instrumento que lleva su nombre). Estos daguerrotipos compiten en antigüedad con las fotografías de la guerra de Crimea de 1853 a 1856 y los calotipos ingleses de tropas escocesas durante los ejercicios militares en 1840; pero estos últimos nunca se han encontrado.

## Avance del ejército mexicano hacia el norte
Santa Anna vio entonces una oportunidad para batir a un enemigo menos numeroso en el norte y regresar a la meseta central para rechazar el eventual desembarco estadounidense en Veracruz. Aunque informado de la falta de recursos para el sostenimiento del ejército por zonas poco habitadas, emprendió el 28 de enero de 1847 una marcha desde San Luis Potosí hasta las Haciendas del Peñasco, Bocas, La Hedionda, Laguna Seca, Solís y La Presa que resultó bastante dura para la tropa. Se produjeron entonces varios enfrentamientos entre unidades de caballería, y en Matehuala se unió al ejército la División de Infantería de Tamaulipas que procedía de Tampico al mando del mismo Gobernador del estado, el General Don Anastasio Parrodi.
Se siguió caminando a las Haciendas de Vanegas, Las Ánimas y El Salado; la caballería permaneció en Matehuala, habiéndose reunido a ella los cuerpos de los generales Don Anastasio Torrejón y Don Julián Juvera, que dejaron pasar por delante a la infantería, marchando entonces a retaguardia de ella. Llegaron las Divisiones 1.ª, 2.ª y 3.ª de Infantería a la Hacienda de La Encarnación los días 17, 18 y 19 de febrero, y la caballería el 20 y 21. Aquí se encontraba el general Don Juan Colmenero de Andrade, procedente de Sonora, con una brigada de Caballería Ligera y una fuerza de Presidiales.
Ya por entonces las avanzadas estadounidenses chocaron con las mexicanas de la caballería del general Don José Urrea, verificándose algunos tiroteos. El ejército que se reunió en La Encarnación sumaba ya 14 000 hombres (16 000 según fuentes estadounidenses). El 21 de febrero salió todo el ejército de esta población, adelantándose Santa Anna con su Estado Mayor y la vanguardia de Cuerpos Ligeros, escoltado el General en Jefe por el Regimiento de Húsares, hasta el Puerto del Carnero, donde vivaquearon las demás tropas una vez que llegaron a este punto.

## Llegada de Santa Anna al campo de batalla

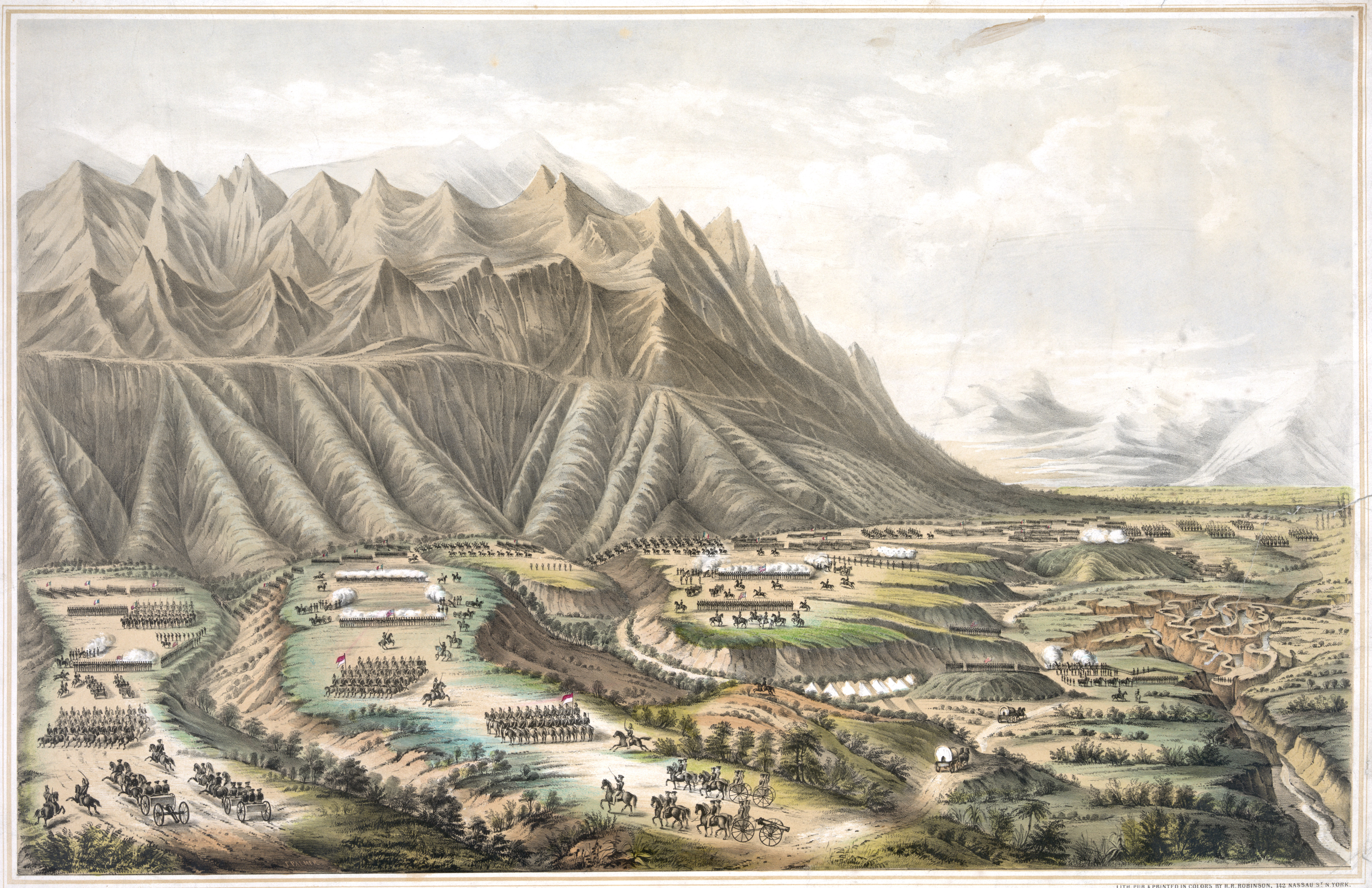
1847 Pintura de la batalla, hecha por el Mayor Eaton.

Zachary Taylor se enteró de que Santa Anna emprendía una marcha hacia el norte y se trasladó a treinta kilómetros al sur de Saltillo en la Hacienda de Agua Nueva. Taylor envió al Mayor Ben McCulloch, de los Rangers de Texas, para explorar el avance del Ejército Mexicano. McCulloch encontró a Santa Anna a unos cien kilómetros aproximadamente al sur, al regresar informó a Taylor el 21 de febrero y tomó la decisión de retirarse a un paso de montaña cercano a la Hacienda de Buena Vista, diecinueve kilómetros al norte de Agua Nueva.
El plan de Santa Anna consistía en cortar de Saltillo al enemigo, al que se creía en la Hacienda de Agua Nueva, considerando que habría de defenderse en los desfiladeros de aquellas comarcas. Más cuando la vanguardia de la Brigada Ligera, al mando del General Ampudia, llegó a aquel punto se supo que Taylor se había movido de allí desde el día anterior, con rumbo a Saltillo.
Creyendo que el enemigo se retiraba con precipitación y en desorden, hizo avanzar al galope a la caballería para reunirse a la vanguardia en el Puerto de La Angostura, atravesando perpendicularmente la carretera hacia Saltillo. Allí se topó con el ejército del general Taylor, que aprovechando las cualidades defensivas del estrecho paso, se había atrincherado en una serie de lomas
El ejército mexicano contaba, al entrar en batalla, de poco más de 9000 infantes y 3000 caballos (16 000 hombres según la historiografía de EE. UU.), apoyados apenas por cinco piezas de a 8, cinco de a 12 y un obús corto de 5 pulgadas. 17 cañones de gran calibre había también, pero eran de sitio y plaza, y no podían ser utilizados sino para amagar la batería enemiga en su derecha, un muy determinado punto del campo de batalla. El ejército mexicano era superior en número, pues alcanzaba los 19 000 hombres (16 000 según fuentes estadounidenses); pero los estadounidenses poseían superioridad en artillería, en cantidad y calidad de piezas, contando con 26 de diversos calibres, de 6, 9, 12, 18 y 24 libras, perfectamente servidas por artilleros ejercitados en el fuego y oficiales inteligentes y prácticos. Esta superioridad artillera tendría gran importancia en la evolución de la batalla.
Los soldados estadounidenses gozaban también de la ventaja de la posición, favorable a la defensa, y una mejor intendencia y pertrechos, frente a un ejército mexicano cansado y hambriento por lo penosos de la marcha y la escasez de aprovisionamientos. Este último factor también tendría su peso en el desenlace final.

## Inicio de la batalla

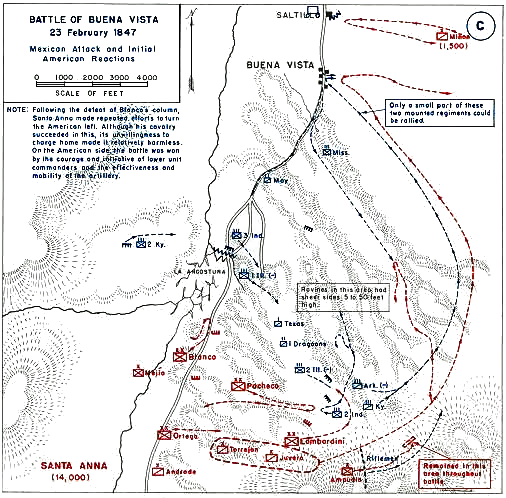
Mapa estadounidense de la batalla de Buena Vista'

En ese momento el general Santa Anna decidió ganar tiempo para permitir la llegada del resto de sus tropas, por lo que envió un parlamentario a Taylor y los estadounidenses, intimando rendición, envío al General Pedro Van der Linden para negociar una rendición indicándoles que estaban sitiados por 16 000 hombres y no podrían evitar una derrota (de ahí la cifra de enemigos vencidos que Taylor proclamaría posteriormente).
Mientras se enviaba la respuesta a la petición, los cuerpos del grueso del ejército mexicano se formaban en línea de batalla a medida que iban llegando. Se estableció una gran batería de sitio y plaza al mando del General Don Ignacio de la Mora y Villamil, sostenida por el Batallón de Ingenieros sobre el flanco izquierdo, al que amagaba la batería enemiga de la derecha. En el centro y derecha mexicanos situáronse otras dos baterías de batalla de a 8 y de a 12. La infantería se tendió en dos líneas paralelas y en la retaguardia, a la derecha quedó la Caballería de Tamaulipas con el Regimiento de Coraceros del General Don Julián Juvera y en la izquierda el Regimiento de Húsares del General Don Anastasio Torrejón. En el centro el Parque General, escoltado por la Brigada de los Cuerpos Presidiales del Norte, al mando del General Don Miguel Andrade.
Los estadounidenses habían colocado una gran batería de a 24 sobre la más alta de las lomas de su derecha, enfilando el camino, amagada por las gruesas piezas de sitio y plaza mexicanas. Los Regimientos 1.º y 2.º de Illinois, de ocho compañías; la 2.ª de Kentucky y una compañía de Voluntarios Texanos se situaron en las lomas del centro y la izquierda. Los Regimientos de Caballería de Arkansas y Kentucky formaron la extrema izquierda; la Brigada de Indiana, con sus 1.º y 2.º Regimientos de Infantería, los Rifleros del Misisipi y los escuadrones 1.º y 2.º, con las piezas ligeras del 3.º de Artillería, integraron su reserva, tras las eminencias de la derecha, protegidos por los barrancos y altos relieves que las cortaban. Entre ella y Buena Vista el Parque General de Taylor.
Santa Anna tendió sus tropas sobre la derecha del camino, frente a la izquierda enemiga. Su plan consistía en apoderarse de un alto cerro en el extremo izquierdo de las tropas estadounidenses, que no lo habían ocupado, y desde su cima batir sus posiciones para descender luego sobre la retaguardia de aquella ala.

## Batalla por La Encantada
El primer día de batalla se disputó la posesión de un alto cerro conocido como "La Encantada" que los estadounidenses no habían ocupado.
Al efecto, antes de que el enemigo comprendiese su error y ocupara el cerro, se mandó á la Brigada Ligera, al mando del general Ampudia, que lo ejecutase; pero en ese mismo momento nuestro adversario mandaba uno de sus cuerpos de Rifleros con igual objeto. Por ambas partes los beligerantes comprendieron que la posición sería del que primero llegase á la cima : así pues se dieron prisa para lograrlo, y á paso veloz ascendieron por uno y otro lado á la codiciada altura. Tras un fiero combate que permaneció indeciso durante bastante tiempo, los estadounidenses tuvieron que abandonar la posición y retirarse. La llegada de la noche interrumpió los combates hasta el día siguiente.

«.... Moría la tarde en las tinieblas, cuando una inmensa aclamación de júbilo estalló unánime en el ejército mexicano, saludando la alegre diana con que anunció un clarín el triunfo de la Brigada Ligera que se había apoderado del cerro!...»

## Desarrollo de la batalla
Poco antes de romper el alba del 23 de febrero de 1847, principió furiosamente la batalla en el extremo derecho de la línea mexicana. La Brigada Ligera, al mando del General Pedro de Ampudia, trató de desalojar a los estadounidenses de sus posiciones en su extrema izquierda, sobre la falda del cerro, cuya cima habían ganado las tropas mexicanas la tarde anterior. Para sostener su izquierda Taylor mandó reforzarla con nuevas tropas, haciendo avanzar diversas líneas en orden escalonado, rebasando su derecha.
Mientras se encarnizaba el combate en el extremo derecho y las tropas mexicanas iban ganando terreno, sostenidas por una batería de cinco piezas de a 8 al mando del General Micheltorena, Santa Anna organizó un ataque sobre el centro de Taylor con dos divisiones, formando dos columnas que avanzaron bajo un intenso fuego de artillería hasta forzar el paso de las barrancas, donde forzaron los destacamentos que los defendían, para después ascender a una loma que se hallaba ante otra mayor que ocupaban los estadounidenses. Se produjo entonces un fiero intercambio de fusilería y artillería entre las tropas.
Al efectuarse este ataque en el centro, avanzaba por el camino otra columna de la izquierda mexicana sufriendo terribles bajas por el fuego de artillería que llegó incluso a herir al jefe de la columna, General Don Manuel María Lombardini. Sin embargo, también pudo coronar una loma a la derecha, generalizando de esta forma el fuego en todo el frente de batalla. 
Esta permanecía indecisa en el plano occidental y centro, donde los dos ejércitos oscilaban, ganando o perdiendo terreno; pero en la derecha, la Brigada Ligera de Ampudia había obtenido grandes ventajas, haciendo retroceder a los cuerpos de fusileros que se oponían a aquella. Entonces Taylor organizó una fuerte columna que lanzó hacia el flanco mexicano; pero en esos momentos la Brigada Ligera bajó del cerro, desplegada en batalla en su falda, sobre el flanco izquierdo de la mencionada columna enemiga, y junto a otras tropas de refuerzo que Santa Anna envió al mando del General Jáuregui, detuvo el ataque estadounidense y a continuación los hizo retroceder, rebasando su izquierda hasta llegar a su extrema retaguardia, sobre la Hacienda de Buena Vista, donde se le hizo terrible resistencia que no se pudo vencer por falta de artillería. 
El coronel William Bowles del segundo de Indiana al ver que los artilleros arrastraban sus cañones supuso que toda la línea estaba bajo órdenes de retirada así que dio órdenes de "cesar el fuego y retirada". En ese momento el segundo de Indiana se desbandó. Los hombres corrieron y nada podía detenerlos. El desorden se extendió como un reguero de pólvora, un soldado recordó: "Los mexicanos salieron en masa de los barrancos. Los hombres salieron de filas de todos los regimientos y pronto nuestra retaguardia era una masa confusa de hombres, tratando de alcanzar la hacienda de Buena Vista".
Durante el ataque a Buena Vista una columna de caballería se detuvo a 80 yardas esperando que los estadounidenses hicieran disparos imprecisos para luego cargar sobre ellos y destruirlos, pero no contaban con que llevaban fusiles de precisión de hasta 500 yardas. A 80 yardas los uniformes azules, verdes y rojos de los mexicanos eran un objetivo brillante. Una sola tremenda bolea sonó.  "Fue terrible", un observador recordó. "Toda la cabeza de la columna atacante se desbarató".
Mientras tanto, el segundo de Illinois, aparentemente inmune al pánico que había infectado a sus camaradas, se enfrentaron en una lenta retirada terco, unas pocas empresas que luchan una división y se convirtió poco a poco separado de las unidades que luchan en el extremo izquierdo. Batería del Capitán Braxton Bragg, junto con el coronel William McKee del segundo de Kentucky y primera de Illinois del coronel John J. Hardin, se apresuró a tapar la brecha cada vez mayor.
Ante la llegada de las reservas de Taylor la infantería mexicana tuvo que volver a sus posiciones con gran número de bajas, mientras que las tropas de caballería tuvieron que enfrentarse con toda la reserva de caballería estadounidense que les causó grandes daños. Parte de la caballería mexicana se retiró a Saltillo, mientras que otra tuvo que regresar dando un largo rodeo por la derecha estadounidense, quedando durante este tiempo fuera de la batalla.
En el peor momento para los estadounidenses, Jhon E. Wool galopó hasta Zachary Taylor y le dijo: “¡General, estamos perdidos!”; “lo sé”, dijo Taylor tranquilamente, “pero nuestros soldados no lo saben así que no les diremos nada y a ver que hacen”.
En tanto se verificaban estas acciones, las fuerzas mexicanas que atacaban el frente habían seguido avanzando con ímpetu, haciendo retroceder al adversario. Al ganar terreno las tropas, Santa Anna hizo cambiar hasta el centro del ataque la batería de la derecha, dejando sin artillería este flanco, y sin que fuera de mucha utilidad por las diversas alturas de las lomas.
Era la hora definitiva. El desgraciado coronel Bowles, cuya orden equivocada había dado inicio a la derrota estadounidense, cogió un fusil y luchó en las filas como soldado raso durante el resto del día.
Dos horas después del mediodía, los combates habían sido múltiples. Se habían sucedido numerosos asaltos mexicanos contra las lomas, sufriendo numerosas bajas en especial por el fuego de la artillería estadounidense. Al regresar la caballería e infantería de la derecha mexicana del ataque a Buena Vista, se produjo un momento de tregua entre ambos ejércitos, a causa de un fuerte chubasco que se abatió sobre el campo de batalla.
Entonces Santa Anna, viendo que el día terminaba y la batalla permanecía indecisa, intentó dar una embestida clásica, atacando a Taylor de frente con todas las fuerzas que pudo reunir. Los estadounidenses, al ver la aglomeración de fuerzas que avanzaba sobre su centro, organizaron nuevas columnas que salen su encuentro, trabándose entonces una lucha encarnizada. Después de fuertes combates ni los mexicanos consiguieron romper el frente enemigo ni los estadounidenses recuperar el terreno cedido. Imposibilitada cualquier retirada hacia el norte por la caballería de Miñón, Taylor se atrincheró de nuevo en una línea que iba desde Buena Vista hasta la entrada de la garganta, alineando todas sus reservas y su artillería, que en gran parte seguía intacta. De nuevo se interrumpieron los combates a la llegada de la noche.

## El final de la batalla
Lo que sucedió a partir de este momento ha sido interpretado de forma completamente distinta por las historiografías estadounidense y mexicana, y la cuestión de quién ganó la batalla y cuáles fueron las causas de su desenlace sigue estando bajo disputa.
Lo indiscutible es que durante el ocaso del día 23 Santa Anna declaró que se había ganado la batalla y ordenó la retirada inmediata durante la noche. Las tropas mexicanas se replegaron sin más combates, pues las fuerzas estadounidenses no se apercibieron hasta la mañana siguiente de la magnitud de lo sucedido, y aún entonces no estaban en condiciones de emprender la persecución.
La batalla fue una de las más duras y porfiadas de que se tenga memoria en las fuerzas armadas mexicanas, cuyo ejército había tenido 594 a 694 muertos, entre ellos 5 jefes y 21 oficiales. Resultaron también 211 heridos, inclusive 10 jefes y 22 oficiales, más 133 prisioneros en poder del enemigo. Los estadounidenses contabilizaron 633 muertos, incluidos 4 jefes y 24 oficiales, más 989 heridos..
Como trofeos arrancados a lanzazos al Ejército de los Estados Unidos se contabilizaron tres cañones, propiedad del 4.º de Artillería, con su correspondiente munición en sus cajuelas, cuatro carros y tres banderas. No se perdió ninguna bandera mexicana a lo largo de la batalla.
El ejército de Santa Anna se retiró hacia Agua Nueva, de donde partió el día 26 en una terrible marcha a través del desierto hacia San Luis. La dureza del clima y el terreno, la disentería, la falta de suministros y la caída de la moral, provocaron numerosas bajas y deserciones, hasta el punto de que solo lograron regresar a San Luis 9000 de los 22 000 soldados que habían partido de allí dos meses antes. Posteriormente se enfrentarían a las tropas de Scott que habían desembarcado en Veracruz en una serie de batallas que desembocarían en la derrota final mexicana.

## La polémica
Los historiadores mexicanos tienden a considerar la batalla de Buena Vista (o de La Angostura) como una victoria mexicana que el general Santa Anna echó a perder de forma inexplicable ante un enemigo ya vencido con una retirada repentina, que por la dureza del terreno y la escasez de recursos se convertiría en un desastre militar. Para explicar la actuación de Santa Anna se le acusa (a él y a otros mandos) de traidor o incompetente, o ambas cosas a la vez, ya que los estadounidense quedaron en una posición muy delicada y había muchas posibilidades de que un solo día más de combate habría hecho colapsar toda su línea defensiva..
Los historiadores estadounidenses describen la batalla como una victoria estadounidense ganada gracias a la resistencia de las tropas estadounidenses y a su superioridad artillera. Según ellos Santa Anna tuvo que ordenar la retirada al darse cuenta de que sus tropas habían sufrido numerosas bajas, estaban bajas de moral y carecían de alimentos, por lo que continuar el ataque hubiera provocado su destrucción. También se hace mención a la Rebelión de los Polkos en la capital, que le habría impulsado a regresar urgentemente.
Santa Anna, por su parte, alegó como causa principal que el ejército carecía de rancho y tras la fatiga de la batalla no podía comprometer aquel ejército para otra al día siguiente. Se trataba de un general experimentado y generalmente considerado como competente, a pesar de que en otras ocasiones cometió fallos graves minusvalorando al enemigo, como en la batalla de San Jacinto. También le echa la culpa al general Miñon ya que en su descripción de la batalla dice que él (Miñon) tenía la orden de cargar contra la izquierda estadounidense y en lugar de eso se quedó observando pasivamente en una posición entre Buena Vista y Saltillo. El general Miñon, por otro lado mantiene que la instrucción era quedarse en la retaguardia estadounidense para cargar contra ellos una vez que ya hubieran sido expulsados de sus posiciones y que el resultado se debió a que Santa Anna no fue capaz de hacerlo.
El subteniente de artillería Manuel Balbontín [quien participa en la batalla de la Angostura y cuyo libro se publica hasta 1883, poco antes de morir], en las concisas y elocuentes páginas de sus apuntes, la Intervención estadounidense en México califica estas razones de "especiosas" en extremo:

«Si no había qué dar de comer a la tropa en el campo que ocupaba, tampoco había en Aguanueva, donde [la tropa] permaneció después acampada varios días; y es seguro, que con lo que ahí se mantuvo, pudo haberse mantenido en Angostura. [Primera proposición.]
[Segunda:] Además, en la noche del 23, sucedió que [antes de la retirada] algunos cuerpos que pudieron poner rancho [o sea, algunos cuerpos o secciones del ejército que pudieron comer rancho], no teniendo tiempo para repartirlo, a causa de la retirada, vaciaron el rancho en el suelo para poder cargar los calderos en la mulas. [Así es que sí había víveres.] Una poca de previsión hubiera hecho que se mataran las reses necesarias, y asada la carne, distribuirla en la noche sobre el mismo campo de batalla.
Hacía muchos días que el ejército se hallaba bien fatigado, y por lo mismo necesitaba
descansar aquella noche, en vez de obligarlo a andar cinco leguas hasta Aguanueva, donde tendría que combatir al día siguiente, si el enemigo, como era posible, se atrevía a perseguirlo.La misma fatiga del ejército era una razón para no temer un desbandamiento, pues nadie pensaba más que en el descanso [no, en ese momento, en escapar]. Además, las tropas habían vislumbrado la victoria, estaban entusiasmadas [a diferencia de todas las demás batallas, en donde la tropa seguramente se decía: “no tiene sentido que combatamos porque aunque combatamos, nos van a derrotar vergonzosamente porque el general va a ordenar una idiotez”] y en semejantes casos nuestros soldados no se desbandaban. También sabían que el enemigo tenía en Saltillo almacenes bien provistos de víveres, de vestuarios y aun de dinero; mientras que a retaguardia de nuestro ejército sólo había un desierto desprovisto de todo recurso. De todas maneras, la tropa recibió con mucho disgusto la orden de retirada.»

Se puede hacer mucha especulación histórica sobre el asunto, pero lo cierto es que nadie puede asegurar lo que hubiese ocurrido en caso de atacar Santa Anna al día siguiente, si las tropas estadounidenses hubieran resistido ni si las mexicanas hubieran sido capaces de mantener el ataque. Sea por causa de la imposibilidad de vencer de sus tropas o por cobardía o negligencia de su comandante en jefe , lo cierto es que el ejército mexicano se retiró convirtiendo la batalla en un empate táctico y una derrota estratégica para los mexicanos.

## Museo de la Batalla de la Angostura
Desde febrero de 2008 en la ciudad de Saltillo está en función un museo dedicado a esta confrontación donde se muestran
piezas que han sido encontradas en el campo de batalla, como balas de mosquete, balas de cañón,
polveras, esquirlas, botones de uniforme, medallas y monedas de época. También se exhibe réplicas de armas de los ejércitos mexicano y estadounidense, de banderas y de uniformes.